# Talk Tour
Die Talk Tour war eine weltweite Konzerttournee der britischen Progressive-Rock-Band Yes. Sie umfasste 76 Konzerte und bewarb das namensgebende Yes-Album Talk (1994). Es war die letzte Yes-Tournee mit Beteiligung von Trevor Rabin und Tony Kaye und zugleich die erste mit dem späteren Bandmitglied Billy Sherwood, der hier noch als unterstützender Tour-Gitarrist in Erscheinung trat und bereits im Hintergrund auf dem vorherigen Yes-Album Union mitgewirkt hatte.

## Hintergrund
Vor dem Start der Talk Tour stand für einige Zeit in Frage, ob Gründungsmitglied Chris Squire weiterhin bei Yes bleiben würde. Einige Tage nach einem seiner Alkoholexzesse wurde bei ihm ein Herzinfarkt festgestellt, den er glücklicherweise im Mount Sinai Hospital in Beverly Hills hatte, in das er kurz zuvor gegangen war, weil er sich nicht wohlfühlte. Als die Versicherung Lloyd’s, die die geplante Talk Tour versichern sollte, davon hörte, lehnte sie ab. Daraufhin überlegte man, ohne Squire auf Tour zu gehen. Ähnliche Vorgänge hatte es zuvor bereits mehrmals bei Yes gegeben. Squires Manager Jon Brewer konnte das Problem jedoch lösen, Squire genas rechtzeitig und Yes starteten im Sommer 1994 ihre Tournee trotz der andauernden Alkoholprobleme Squires.
Die Talk Tour begann am 18. Juni 1994 in Binghamton (New York), endete am 11. Oktober desselben Jahres in Hiroshima und umfasste insgesamt 76 Konzerte. Die Tournee, die Yes vornehmlich in Amerika neu etablieren sollte, verlief durch Nordamerika und Asien und beinhaltete für die Gruppe erstmals seit 1985 auch wieder Auftritte in Südamerika. Nach Europa kam die Band nicht, weil angesichts des geringen Erfolges von Talk (trotz einer Platzierung auf Platz 20 der britischen Albumcharts) kein Promoter das finanzielle Risiko übernehmen wollte.
Billy Sherwood, der bereits auf Union mit Yes zusammengearbeitet hatte, unterstützte auf Vorschlag Rabins, der sich schon zum Ende der Arbeiten am Studioalbum überlegte, ob er Yes nicht verlassen sollte, als Tourmusiker die Band bei ihren Konzertauftritten. Trotz seiner Unzufriedenheit (u. a. auch angesichts der nur selten ausverkauften Konzertorte der Nordamerika-Tour) war Rabin mit den Auftritten der Band zufrieden und bezeichnete die Talk Tour als seine „zufriedenstellendste“ mit der Band.
Nach der Tour erzwangen jedoch Meinungsverschiedenheiten und Unzufriedenheiten (wie schon zu Zeiten von Big Generator insbesondere zwischen Trevor Rabin und Jon Anderson) eine weitere Veränderung in der Band. Yes-Manager Jon Brewer erklärte 2015 in einem Interview, dass auch Chris Squire mit dem Produktionsprozess von Talk und der dazugehörigen Tournee letztendlich nicht zufrieden gewesen sei: „(Er) mochte das nicht. Er dachte nicht, dass es das war, worum es bei Yes ging; er war damals sehr gegen einen computerisierten, digitalen Sound. Also gingen Trevor und Chris eine ganze Weile auseinander.“ Rabin seinerseits war der Meinung, dass er mit Talk seine höchsten Ambitionen erreicht hatte, und beklagte, dass die enttäuschende Resonanz der Fans auf Album und Tournee darauf zurückzuführen sei, dass es „einfach nicht das war, was die Leute damals hören wollten“. Nach einer mehrmonatigen Pause der Gruppe im Anschluss an die Tour gab Rabin im Mai 1995 seinen Ausstieg aus der Band bekannt und kehrte nach Los Angeles zurück, wo er sich auf das Komponieren von Filmmusik konzentrierte. Kaye verließ Yes ebenfalls, um andere Projekte zu verfolgen. Die verbleibenden Bandmitglieder Jon Anderson, Chris Squire und Alan White schlossen sich im weiteren Verlauf des Jahres wieder mit Steve Howe und Rick Wakeman zusammen, um zum klassischen Progressive Rock der 1970er Jahre zurückzukehren.

### Concertsonics
Bei den Konzerten der Talk Tour führten Yes ein neues Soundsystem namens Concertsonics ein. Es ermöglichte eine höhere Soundqualität durch die Übertragung der Livemusik in Stereo auf einen tragbaren FM-Receiver mit Kopfhörern, den die Zuhörer selbst mitbringen oder vor dem Konzert ausleihen konnten. Dies sollte vor allem Konzertbesuchern in akustisch ungünstigen Bereichen der Hallen dasselbe Klangerlebnis ermöglichen, das das Publikum in der Nähe des Mischpults hat. Concertsonics wurde von der Firma Clair Bros. Audio in Zusammenarbeit mit Yes (insbesondere Trevor Rabin) entwickelt. Die Talk Tour war die erste Tournee einer Band, bei der dieses System zur Anwendung kam.
Über die Kopfhörer wurden zusätzlich Werbeprogramme mit Gewinnspielen ausgestrahlt.
Yes nutzte dieses Soundübertragungssystem ausschließlich auf der Talk Tour. Ein Problem des Concertsonics-Systems war, dass die Ausstrahlung des Konzerts für je einen bestimmten Bereich im Saal optimiert war. Das Publikum in anderen Bereichen konnte die Ausstrahlung zwar ebenfalls empfangen, allerdings war diese dort leicht asynchron.

## Setlist

### Beispiel-Setlist
- Intro
- Perpetual Change (excerpt)
- The Calling
- I Am Waiting
- Rhythm of Love
- Hearts
- Real Love
- Changes
- Heart of the Sunrise
- Cinema
- City of Love
- Make It Easy (intro)
- Owner of a Lonely Heart
- Trevor Rabin Keyboard Solo
- And You and I
- Where Will You Be
- I’ve Seen All Good People
- Walls
- Endless Dream
- Hold On
- Roundabout
- Purple Haze

## Tourdaten
| Nr.                 | Datum               | Stadt               | Land                | Veranstaltungsort                          | Anmerkungen              |
| Leg 1 – Nordamerika | Leg 1 – Nordamerika | Leg 1 – Nordamerika | Leg 1 – Nordamerika | Leg 1 – Nordamerika                        | Leg 1 – Nordamerika      |
| ------------------- | ------------------- | ------------------- | ------------------- | ------------------------------------------ | ------------------------ |
| 1                   | 18. Juni 1994       | Binghamton          | Vereinigte Staaten  | Broome County Veterans Memorial Arena      |                          |
| 2                   | 19. Juni 1994       | Canandaigua         | Vereinigte Staaten  | Finger Lakes Performing Arts Center        |                          |
| 3                   | 21. Juni 1994       | Allentown           | Vereinigte Staaten  | Allentown Fairgrounds                      |                          |
| 4                   | 23. Juni 1994       | Fairborn            | Vereinigte Staaten  | Ervin J. Nutter Center                     |                          |
| 5                   | 24. Juni 1994       | Columbus            | Vereinigte Staaten  | Polaris Amphitheater                       |                          |
| 6                   | 25. Juni 1994       | Clarkston           | Vereinigte Staaten  | Pine Knob Music Theatre                    |                          |
| 7                   | 26. Juni 1994       | Noblesville         | Vereinigte Staaten  | Deer Creek Music Center                    |                          |
| 8                   | 28. Juni 1994       | Moline              | Vereinigte Staaten  | The MARK of the Quad Cities                |                          |
| 9                   | 29. Juni 1994       | Maryland Heights    | Vereinigte Staaten  | Riverport Amphitheatre                     |                          |
| 10                  | 30. Juni 1994       | Milwaukee           | Vereinigte Staaten  | Marcus Amphitheater                        | Milwaukee Summerfest ’94 |
| 11                  | 2. Juli 1994        | Tinley Park         | Vereinigte Staaten  | World Music Theatre                        |                          |
| 12                  | 3. Juli 1994        | Minneapolis         | Vereinigte Staaten  | Target Center                              |                          |
| 13                  | 4. Juli 1994        | Bonner Springs      | Vereinigte Staaten  | Sandstone Amphitheater                     |                          |
| 14                  | 6. Juli 1994        | Morrison            | Vereinigte Staaten  | Red Rocks Amphitheatre                     |                          |
| 15                  | 7. Juli 1994        | Park City           | Vereinigte Staaten  | ParkWest Amphitheatre                      |                          |
| 16                  | 9. Juli 1994        | Salem               | Vereinigte Staaten  | L. B. Day Amphitheatre                     |                          |
| 17                  | 10. Juli 1994       | George              | Vereinigte Staaten  | The Gorge Amphitheatre                     |                          |
| xx                  | 11. Juli 1994       | Burnaby             | Kanada              | Deer Lake Park                             |                          |
| 18                  | 13. Juli 1994       | Concord             | Vereinigte Staaten  | Concord Pavilion                           |                          |
| 19                  | 14. Juli 1994       | Sacramento          | Vereinigte Staaten  | Cal Expo Amphitheatre                      |                          |
| 20                  | 15. Juli 1994       | Mountain View       | Vereinigte Staaten  | Shoreline Amphitheatre                     |                          |
| 21                  | 16. Juli 1994       | Reno                | Vereinigte Staaten  | Hilton Amphitheatre                        |                          |
| 22                  | 17. Juli 1994       | San Bernardino      | Vereinigte Staaten  | Blockbuster Pavilion                       |                          |
| 23                  | 19. Juli 1994       | Fresno              | Vereinigte Staaten  | Selland Arena                              |                          |
| 24                  | 22. Juli 1994       | Los Angeles         | Vereinigte Staaten  | Greek Theatre                              |                          |
| 25                  | 23. Juli 1994       | Los Angeles         | Vereinigte Staaten  | Greek Theatre                              |                          |
| 26                  | 25. Juli 1994       | Santa Barbara       | Vereinigte Staaten  | County Bowl                                |                          |
| 27                  | 26. Juli 1994       | San Diego           | Vereinigte Staaten  | Embarcadero Marina Park North              |                          |
| 28                  | 27. Juli 1994       | Paradise            | Vereinigte Staaten  | Thomas & Mack Center                       |                          |
| 29                  | 28. Juli 1994       | Phoenix             | Vereinigte Staaten  | Blockbuster Desert Sky Pavilion            |                          |
| 30                  | 30. Juli 1994       | Dallas              | Vereinigte Staaten  | Coca-Cola Starplex Amphitheater            |                          |
| 31                  | 31. Juli 1994       | San Antonio         | Vereinigte Staaten  | SeaWorld Park Showgrounds                  |                          |
| 32                  | 1. August 1994      | The Woodlands       | Vereinigte Staaten  | Cynthia Woods Mitchell Pavilion            |                          |
| xx                  | 3. August 1994      | Oklahoma City       | Vereinigte Staaten  | Myriad Convention Center                   |                          |
| 33                  | 5. August 1994      | New Orleans         | Vereinigte Staaten  | Lakefront Arena                            |                          |
| 34                  | 6. August 1994      | Pensacola           | Vereinigte Staaten  | Civic Center                               |                          |
| 35                  | 7. August 1994      | Atlanta             | Vereinigte Staaten  | Coca-Cola Lakewood Amphitheater            |                          |
| 36                  | 9. August 1994      | Tampa               | Vereinigte Staaten  | Sun Dome                                   |                          |
| 37                  | 10. August 1994     | Miami               | Vereinigte Staaten  | Miami Arena                                |                          |
| 38                  | 11. August 1994     | Orlando             | Vereinigte Staaten  | Orlando Arena                              |                          |
| 39                  | 12. August 1994     | Jacksonville        | Vereinigte Staaten  | Civic Auditorium                           |                          |
| 40                  | 13. August 1994     | Charlotte           | Vereinigte Staaten  | Blockbuster Pavilion                       |                          |
| 41                  | 14. August 1994     | Raleigh             | Vereinigte Staaten  | Walnut Creek Amphitheatre                  |                          |
| 42                  | 16. August 1994     | Huntsville          | Vereinigte Staaten  | Von Braun Civic Center                     |                          |
| 43                  | 17. August 1994     | Little Rock         | Vereinigte Staaten  | Riverfest Amphitheatre                     |                          |
| 44                  | 18. August 1994     | Nashville           | Vereinigte Staaten  | Starwood Amphitheatre                      |                          |
| 45                  | 19. August 1994     | Merrillville        | Vereinigte Staaten  | Star Plaza Theatre                         |                          |
| 46                  | 20. August 1994     | Cuyahoga Falls      | Vereinigte Staaten  | Blossom Music Center                       |                          |
| 47                  | 21. August 1994     | Middletown          | Vereinigte Staaten  | Orange County Fairgrounds Speedway         |                          |
| 48                  | 22. August 1994     | Saratoga Springs    | Vereinigte Staaten  | Saratoga Performing Arts Center            |                          |
| 49                  | 24. August 1994     | Burgettstown        | Vereinigte Staaten  | Coca-Cola Star Lake Amphitheater           |                          |
| 50                  | 25. August 1994     | Syracuse            | Vereinigte Staaten  | New York State Fairgrounds Grandstand      |                          |
| 51                  | 26. August 1994     | Philadelphia        | Vereinigte Staaten  | CoreStates Spectrum                        |                          |
| 52                  | 27. August 1994     | Richmond            | Vereinigte Staaten  | Classic Amphitheater                       |                          |
| 53                  | 28. August 1994     | Columbia            | Vereinigte Staaten  | Merriweather Post Pavilion                 |                          |
| 54                  | 29. August 1994     | Mansfield           | Vereinigte Staaten  | Great Woods Center for the Performing Arts |                          |
| 55                  | 31. August 1994     | Vaughan             | Kanada              | Kingswood Music Theatre                    |                          |
| 56                  | 1. September 1994   | Montréal            | Kanada              | Forum                                      |                          |
| 57                  | 2. September 1994   | Quebec City         | Kanada              | Le Colisée                                 |                          |
| xx                  | 3. September 1994   | Old Orchard Beach   | Vereinigte Staaten  | The Ballpark                               |                          |
| 58                  | 7. September 1994   | Holmdel             | Vereinigte Staaten  | Garden State Arts Center                   |                          |
| 59                  | 8. September 1994   | Wantagh             | Vereinigte Staaten  | Jones Beach Amphitheater                   |                          |
| 60                  | 9. September 1994   | New Haven           | Vereinigte Staaten  | Veterans Memorial Coliseum                 |                          |
| 61                  | 10. September 1994  | New York City       | Vereinigte Staaten  | Madison Square Garden                      |                          |
| Leg 2 – Südamerika  |                     |                     |                     |                                            |                          |
| 62                  | 14. September 1994  | Rio de Janeiro      | Brasilien           | Metropolitan                               |                          |
| 63                  | 15. September 1994  | São Paulo           | Brasilien           | Olímpia                                    |                          |
| 64                  | 16. September 1994  | São Paulo           | Brasilien           | Olímpia                                    |                          |
| 65                  | 18. September 1994  | Viña del Mar        | Chile               | Anfiteatro de la Quinta Vergara            |                          |
| 66                  | 20. September 1994  | Santiago de Chile   | Chile               | Centro Cultural Estación Mapocho           |                          |
| 67                  | 22. September 1994  | Buenos Aires        | Argentinien         | Teatro Broadway                            |                          |
| 68                  | 23. September 1994  | Buenos Aires        | Argentinien         | Estadio Obras Sanitarias                   |                          |
| 69                  | 24. September 1994  | Buenos Aires        | Argentinien         | Estadio Obras Sanitarias                   |                          |
| Leg 3 – Asien       |                     |                     |                     |                                            |                          |
| xx                  | 29. September 1994  | Osaka               | Japan               | Ōsaka-jō Hall                              |                          |
| 70                  | 30. September 1994  | Takamatsu           | Japan               | Shimin Bunka Center                        |                          |
| 71                  | 1. Oktober 1994     | Kitakyūshū          | Japan               | Koseinenkin Hall                           |                          |
| 72                  | 4. Oktober 1994     | Tokio               | Japan               | Nippon Budokan                             |                          |
| 73                  | 5. Oktober 1994     | Tokio               | Japan               | Nippon Budokan                             |                          |
| 74                  | 6. Oktober 1994     | Sendai              | Japan               | Nakano Sun Plaza                           |                          |
| 75                  | 10. Oktober 1994    | Nagoya              | Japan               | Rainbow Hall                               |                          |
| 76                  | 11. Oktober 1994    | Hiroshima           | Japan               | Koseinenkin Hall                           |                          |

## Band
- Jon Anderson: Gesang, Gitarre, Percussion, zusätzliche Keyboards
- Tony Kaye: Keyboards
- Trevor Rabin: Gitarre, Gesang, Hintergrundgesang
- Billy Sherwood: zusätzliche Gitarren, zusätzliche Keyboards, Percussion, Hintergrundgesang
- Chris Squire: Bass, Mundharmonika, Hintergrundgesang
- Alan White: Schlagzeug